# Peconic Bay
Peconic Bay est une baie des États-Unis située à l'est de l'île de Long Island entre deux péninsules baptisées respectivement North Fork et South Fork, tout en étant isolée de l'Océan Atlantique et de la Gardiners Bay par la Shelter Island.
En réalité, elle est séparée en deux parties par Robins Island :
- la Great Peconic Bay, l'ouest ;
- la Little Peconic Bay, à l'est.

La première est une baie peu profonde (9 m maximum) qui se termine à son extrémité occidentale par la Flanders Bay dans laquelle se jette la Peconic River. Elle communique également avec la Great South Bay (« Grande baie sud ») par le Canal Shinnecock qui marque la limite ouest du South Fork.
La Little Peconic Bay peut par contre atteindre des profondeurs de 25 mètres.